# لا مزيد (اختلال ضال)
«لا مزيد» (بالإسبانية: No Más)‏ هي الحلقة الأولى للموسم الثالث من مسلسل إيه إم سي التلفزيوني الدرامي اختلال ضال. كتبها فينس غيليغان وأخرجها براين كرانستون، بُثَّت على إيه إم سي في 21 مارس 2010.
تقدم هذه الحلقة القتلة ماركو وليونيل سالامانكا.

## وصلات خارجية
- «لا مزيد» على إيه إم سي (بالإنجليزية)
- «لا مزيد» على قاعدة بيانات الأفلام على الإنترنت (بالإنجليزية)